# 三羽良枝
三羽 良枝（みわ よしえ）は、公益社団法人「女性の健康とメノポーズ協会」の理事長。女性の視点で、更年期を中心に女性の生涯を通した健康つくりとより良い働き方のための啓発とサポート、健康調査などの活動をニュートラルな立場で展開している。

## 経歴
- 1996年 - ボランティア団体「メノポーズを考える会」（現 公益社団法人女性の健康とメノポーズ協会）を設立。（30～40代に数回の手術を体験し、受診者の立場から医療の問題点を実感。その後、更年期に関する適切な情報・認識不足の現状などから設立）
- 1999年 - 第4回｢ノバルティス・メノポーズ・アワード｣看護学・保健学部門を受賞。

## 啓発・広報活動
日本女性医学学会学術集会、日本産科婦人科学会健康集会、更年期と加齢のヘルスケア研究会学術集会、各地の保健センター健康教室などでパネリスト･演者として発言する一方、テレビ出演や新聞・婦人雑誌等への執筆並びにコメンテーターとして掲載するなどの活動も行っている。

## 所属学会など
- 厚生労働省女性の健康づくり推進懇談会[3]構成員
- 日本女性医学学会[4]評議員
- 日本骨粗鬆症学会[5]評議員
- 更年期と加齢のヘルスケア[6]研究会世話人・認定メノポーズカウンセラー

## 著書（共編著・論文含む）
- 国立情報学研究所収録論文 国立情報学研究所.2010-05-25閲覧。
- 三羽良枝：電話相談から見た更年期女性の実情と問題 (特集 現代の更年期) -- (更年期障害とその特徴). 公衆衛生 74(2)：109(2010)
- 三羽良枝：私はこうしている 更年期相談 (特集 中高年女性のヘルスケア--最近の話題).  産婦人科治療 98(6)：1003(2009)
- 三羽良枝：「新健康フロンティア戦略--健康国家への挑戦」の推進に向けて 更年期世代の女性が受けている医療の現状と提案--女性の視点から. 厚生労働 63(1)：28(2008)
- 三羽良枝：更年期医療の現状－より良い医療を受けるには－. 更年期と加齢のヘルスケア3：144(2004)
- 三羽良枝：更年期を迎えるということ--メノポーズを考える会の活動から (特集 更年期へのストラテジー--更年期を人生の素敵な季節にするために). 保健師ジャーナル 60(6)： 518(2004)
- 三羽良枝ほか：『HRT（ホルモン補充療法）使用状況に関する医師・医療機関並びに患者へのアンケート調査』報告. 日本更年期医学会雑誌12：282(2004)
- メノポーズを考える会：『更年期一人で悩まないで！－40代からのヘルスデザイン』[7] 古川書房 2003年7月 ISBN：9784892363016
- 三羽良枝ほか：電話相談からみた更年期外来の現状-更年期外来の実情と受診者はどのように考え、何を求めているか. 日本更年期医学会雑誌11：78(2003)
- 三羽良枝：ボランティアで見つけた新たな生きがい （特集 女が社会に戻るとき--夢も仕事もあきらめない). 婦人公論 87(8)：48(2002)
- メノポーズを考える会：『更年期世代の男女が共に更年期からの健康作りを進めるための調査報告書－東京都生活文化局助成事業－』(2002)
- 三羽良枝ほか：更年期医療における、一般女性からみた健康保険の問題点-充分にコミュニケーションの取れる医療、並びに予防医療への健康保険不適応の問題について. 日本更年期医学会雑誌9：104(2001)
- 三羽良枝ほか：更年期医療へ望む事. 日本更年期医学会雑誌7：46(1999)